# Charaxes phanera
Charaxes phanera är en fjärilsart som beskrevs av Jordan 1909. Charaxes phanera ingår i släktet Charaxes och familjen praktfjärilar. Inga underarter finns listade i Catalogue of Life.